# David Lurie
David Lurie (* 1951) je jihoafrický fotograf, žijící a pracující v Kapském Městě. Lurie vystavoval ve Spojeném království, Evropě, Spojených státech, Austrálii, Jihoafrické republice a na Středním východě.

## Životopis
Lurie se narodil v Kapském Městě v roce 1951. Studoval ekonomii, politiku a filozofii na Univerzitě v Kapském Městě a promoval s titulem BA Honors. Poté na univerzitě vyučoval filozofii, než v roce 1980 přešel na univerzitu London School of Economics v Londýně, kde se věnoval výzkumu na katedře mezinárodních vztahů. Od roku 1985 pracoval jako konzultant-ekonom v Londýně.
V roce 1990 se Lurie, samouk ve fotografii, začal na částečný úvazek věnovat dokumentárním projektům. To se stalo jeho zaměstnáním na plný úvazek v roce 1995, po vydání jeho první knihy Life in the Liberated Zone (Život v osvobozené zóně).

## Knihy
- Life in the Liberated Zone (Život v osvobozené zóně). Manchester: Cornerhouse, 1994.
- Cape Town Fringe: Manenberg Avenue is where it's happening. Cape Town: Double Storey, 2004. ISBN 1919930728
- Images of Table Mountain (Obrázky Stolové hory) Kapské Město: Bell-Roberts, 2006. ISBN 0620360453 Kapské Město Fringe: Manenberg Avenue je místo, kde se to děje. Kapské Město: Dvoupodlažní, 2004. ISBN 1919930728.

## Výstavy
- South African Photographs: 1990 (putovní výstava po Spojeném království)[3]
- Working the Surface of the Earth: 1990 (skupinová výstava)[3]
- Bitter Harvest: 1992 (Spojené království, Evropa, USA, Jihoafrická republika)[3][5]
- Portfolio Gallery, London (spolu s Omarem Badshou a Davidem Goldblattem) (1992)[3]
- Life in the Liberated Zone: 1993 (Spojené království, Evropa, USA, Jihoafrická republika)[3][6]
- Crisis in South Africa's Health Services: 1994 (Spojené království)[3]
- After Apartheid: South Africa's black middle class: 1995 (putovní výstava po USA, spolu s: Life in the Liberated Zone, Getty Center, Los Angeles)[3]
- Struggling to Share the Promised Land: 2001-2 (Spojené království, Německo, Bahrajn, Jihoafrická republika)[3][7]
- Offside: Cape Town 2010, AVA Gallery, Kapské Město, Cape Town society. "Tento výběr fotografií dekonstruuje a prozkoumává ironii a neodmyslitelné rozpory propagované médii, která zavírala oči před realitou chudoby, masové nerovnosti a xenofobie, aby naplnila kapsy několika vyvolených."[8]
- The Right To Refuge, texty: Steven Robins a Patricia Schonsteinová, Cape Town Holocaust Centre, 2010.[9]

## Sbírky
- Jihoafrická národní galerie Iziko[2]
- Side Gallery (Newcastle upon Tyne)[2]
- Getty Center (Los Angeles)[2]
- Black Gallery (Los Angeles)[2]

## Ocenění
- Pictures of the Year International[10]
- The World Understanding Award (Světová cena porozumění) za Cape Town Fringe: Manenberg Avenue is where it’s happening[10]
- Udělení grantů Arts Council of Great Britain [2]